# سوبینکا
شهر سوبینکا (به روسی: Собинка) در کشور روسیه و در اوبلاست ولادیمیر واقع شده‌است.